# Idrottsmuseet i Göteborg
Idrottsmuseet är beläget i Kvibergs kaserner i Göteborg med tre våningar och startade 1983 och drivs av stiftelsen Idrottsmusei Vänner, en ideell förening startad 1984. Tanken på att starta ett idrottsmuseum hade då funnits ganska länge, möjligtvis ända sedan Göteborgs Idrottsnämnd startades 1956. På Gamla Ullevi fanns det mycket arkivmaterial från både Göteborgs Idrottsförbund och Ullevibolagets verksamheter sedan starten 1900 respektive 1916, samt upplagor av svensk idrottspress sedan 1880. Till en början hölls utställningar i Ullevi, bland annat en visades en prissamling upp med två olympiska medaljer. Museet består i dag av stora samlingar med över 15.000 föremål och cirka 30.000 fotografier, saker som donerats eller deponerats av ägarna eller deras anhöriga. Sedan januari 2005 finns också Ingmar Johanssons prissamling att beskåda på museet.
På museets andra våning finns också ett bibliotek med över 70 hyllmeter idrottslitteratur. På museet kan man beskåda en Hall of Fame med 148 göteborgska idrottsprofiler som bidragit mycket till sin sport. Andra utställningar på museet var hösten 2012  en utställning om fotboll på den översta våningen, en utställning om de olympiska spelen på mellanvåningen jämte biblioteket och en utställning om friidrott på bottenvåningen.